# Alfred d'Huart
Pour les autres membres de la famille, voir Famille d'Huart.
Alfred Julien Charles Marie Ghislain, baron d'Huart, né le 30 avril 1839 à Achêne et mort le 10 avril 1927 à Bruxelles, est un avocat et homme politique belge. 

## Biographie
Il est le fils d'Édouard d'Huart, le gendre de Jules Malou, le père d'Albert d'Huart et le beau-père de Charles de Broqueville et de Camille de Briey.

## Fonctions et mandats
- Membre du Sénat belge : 1880-1919

## Sources
- Famille d'Huart
- P. VAN MOLLE, Het Belgisch Parlement 1894-1972, 1972
- château Malou à Wolluwé-Saint-Lambert
- Château de Birtrange (Grand Duché de Luxembourg)